# Mesochorus alpigenus
Mesochorus alpigenus là một loài tò vò trong họ Ichneumonidae.